# Rákos-patak (Duna)
A Rákos-patak a Gödöllői-dombságból eredő és a Dunába torkolló patak. A folyam magyarországi szakaszának egyik leghosszabb balparti mellékvize.

## Vízrajza
Az átlagban 1-3 méter széles patak a Gödöllői-dombságban, Szada határában ered. Gödöllő városában az egyik mellékágával, a Fiók-Rákos-patakkal ömlik össze. Isaszegen és Pécelen áthaladva lép be Budapest területére a XVII. kerületben, Rákoscsabán. Rákosmentét elhagyva a X., XIV. és a XIII. kerületen átcsobogva ömlik végül a Dagály fürdő északi vége felett a Dunába. Útja közben több kisebb ér is táplálja.

## Története
A patak a régen benne élő rákokról kapta a nevét. (Manapság már rákot ugyan nem, de egyéb vízi élőlényt újra bőven találni benne.) Középkori leírások szerint az említett rákok a patak forrásánál éltek.
Első ismert írásos említése egy 1245-ös oklevélből ismeretes, amelyben Racus néven említik. Bél Mátyás szerint neve a szarmata „gyülekezés” jelentésű szóból származik, de ez valószínűtlen. A patak mentén mocsarak, tavak alakultak ki, az egyik legnagyobb a mai Rákosrendező vasútállomás helyén elterülő Kerek-tó volt.
Az Isaszeg, Pécel, Rákoscsaba közti szakaszon több halastó működött, amelyek a vízimalmokra hajtott vizet duzzasztották, majd Rákoscsaba és Keresztúr között egy mocsaras területet táplált vizével. Ez nem kedvezett a rákoknak, de az írások megemlítik, hogy angolnában és egyéb halban bővelkedtek.
Magyarország első katonai felmérése (1782–1785) térképén a patak a Váci útnál kettévált, egyik ága a Köszörűs-árok a Népsziget déli csúcsánál a mai Meder utca magasságában, a másik pedig a vizafogói védgátnál, a Dagály fürdő helyén torkollott a Dunába. A 19. század elején a Paschgall család működtette az egyik legnagyobb vízimalmot az 1989-ben megnyílt Paskál Strandfürdő közelében. A század közepén a malom épületében divatos étterem létesült, majd 1887-ben Gaál István reszelőgyárat nyitott ott.
Pest város vezetése a 19. század elején elhatározta, hogy a vizével fogják táplálni az akkor posványos és kellemetlen szagú Városligeti-tavat. A tervet az 1896-os millenniumi ünnepségekre meg is valósították.
A kanyargós patak a hóolvadás és a nyári zöldár idején gyakran kilépett medréből. Kisebb mederrendezések után az 1925-től kezdődő első komolyabb munka során az angyalföldi szakaszon új, mélyebb medret ástak. A legnagyobb műszaki feladatot a Rákosrendező vasútállomás alatti átvezetés jelentette. 1925-1932 között a Szőnyi útig készült el a végleges szabályozás. 1940-ben az Egressy út és a Bonyhádi út, 1942-ben a Telepes utca és az Ilosvay utca között mélyítették ki a medret. Az árvizek ritkábbá váltak, de nem maradtak el teljesen. A fővárosi szakaszon az 1941 februári jegesárt követő nyáron burkolták be először betonlapokkal a medret. 1963-ban ismét katasztrofális árvíz okozott súlyos károkat a patak környékének épületeiben. Emiatt újra nagyszabású mederrendezést hajtottak végre a Rákos- és a Szilas-patak mentén. 1966-1969 között épültek Felsőrákos hídjai, továbbá a gödöllői és a fővárosi szakaszán végig kimélyített, szilárd burkolatú medret kapott a Rákos-patak. A hetvenes évek elejéig elhúzódó beavatkozás szükségességét a part közelében sűrűn beépített Angyalföld és Alsórákos mellett a Füredi utcai lakótelep nagyberuházása is indokolta. Ennek nyomán alakult ki az a helyzet, hogy a betonmederbe terelt vízfolyás elveszítette élővilága jelentős hányadát és öntisztuló képességét.
A főváros patak menti városrészei a nevüket szinte mind róla kapták, a terület domborzati viszonyai pedig számos település (vagy azok részeinek) nevéből visszacsengenek. (Például: Rákoshegy, Madárdomb, Felsőrákosi-rétek  stb.)
A Rákos-patakon 2015. január 27-én rozsdás vízszennyezés vonult végig, ezzel kapcsolatban a Fővárosi Csatornázási Művek vizsgálatot indított.
2021-ben a patak egy zuglói szakaszán, a Mogyoródi és az Egressy út között revitalizációt hajtottak végre az élővilág legalább részleges helyreállítása érdekében.

## Élővilága

### Flóra
A Rákos-patak mentén a patakparti társulásban megtalálhatóak többek közt a mandulalevelű fűz (Salix triandra), a fekete ribiszke (Ribes nigrum), a vörös ribiszke (Ribes rubrum L. subsp. sylvestre), a gyíkhagyma (Allium angulosum), a palkafélék (rostostövű sás (Carex appropinquata), lápi sás (Carex davalliana), zsombéksás (Carex elata), bugás sás (Carex paniculata), villás sás (Carex pseudocyperus)), a vidrafű (Menyanthes trifoliata), ill. a lápi pitypang (Taraxacum palustre).

### Fauna
A patakban leginkább a következő halfajok élnek: bodorka (Rutilus rutilus), amur (Ctenopharyngodon idella), dévérkeszeg (Abramis brama), ponty (Cyprinus carpio), ezüstkárász (Carassius gibelio), kínai razbóra (Pseudorasbora parva), réti csík (Misgurnus fossilis), vágó csík (Cobitis elongatoides), törpeharcsa (Ameiurus nebulosus), naphal (Lepomis gibbosus)  és a fenékjáró küllő (Gobio gobio). Először Szendőfi Balázs halkutató és dokumentumfilm-rendező tudta igazolni a 2000-es években, hogy a Rákos-patakban ismét van élet és természetes revitalizáció történt a közelmúltban. 2019-ben 28, 2020-ban már 40 különböző halfaj került regisztrálásra, közöttük a legnagyobb tömegben jelen levő fokozottan védett fenékjáró küllő és vágó csík (Cobitis taenia) mellett szép számmal akad sujtásos küsz (Alburnoides bipunctatus) és szivárványos ökle (Rhodeus amarus) is a kutatómunka során. A halakon kívül még a récék és békák kedvelt élőhelye. A víz minőségének javulása mellett a vadászatuk csökkenésének eredményeként a közelmúltban a Dunához kapcsolódóan a Rákos-patakban is otthonra talált az eurázsiai hód.

## Képek a patakról

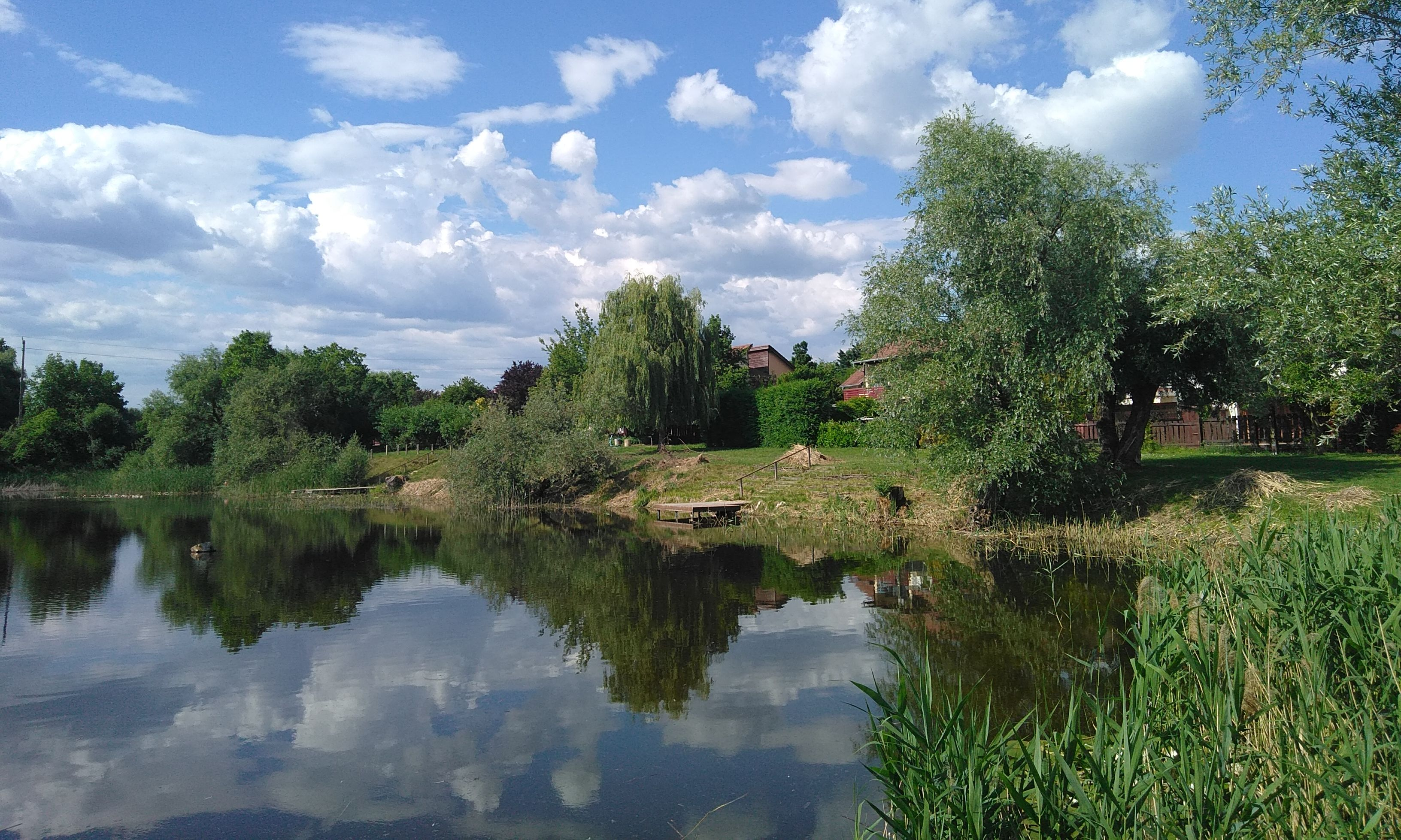
A gödöllői Úrréti-tó a patak forrásvidékén
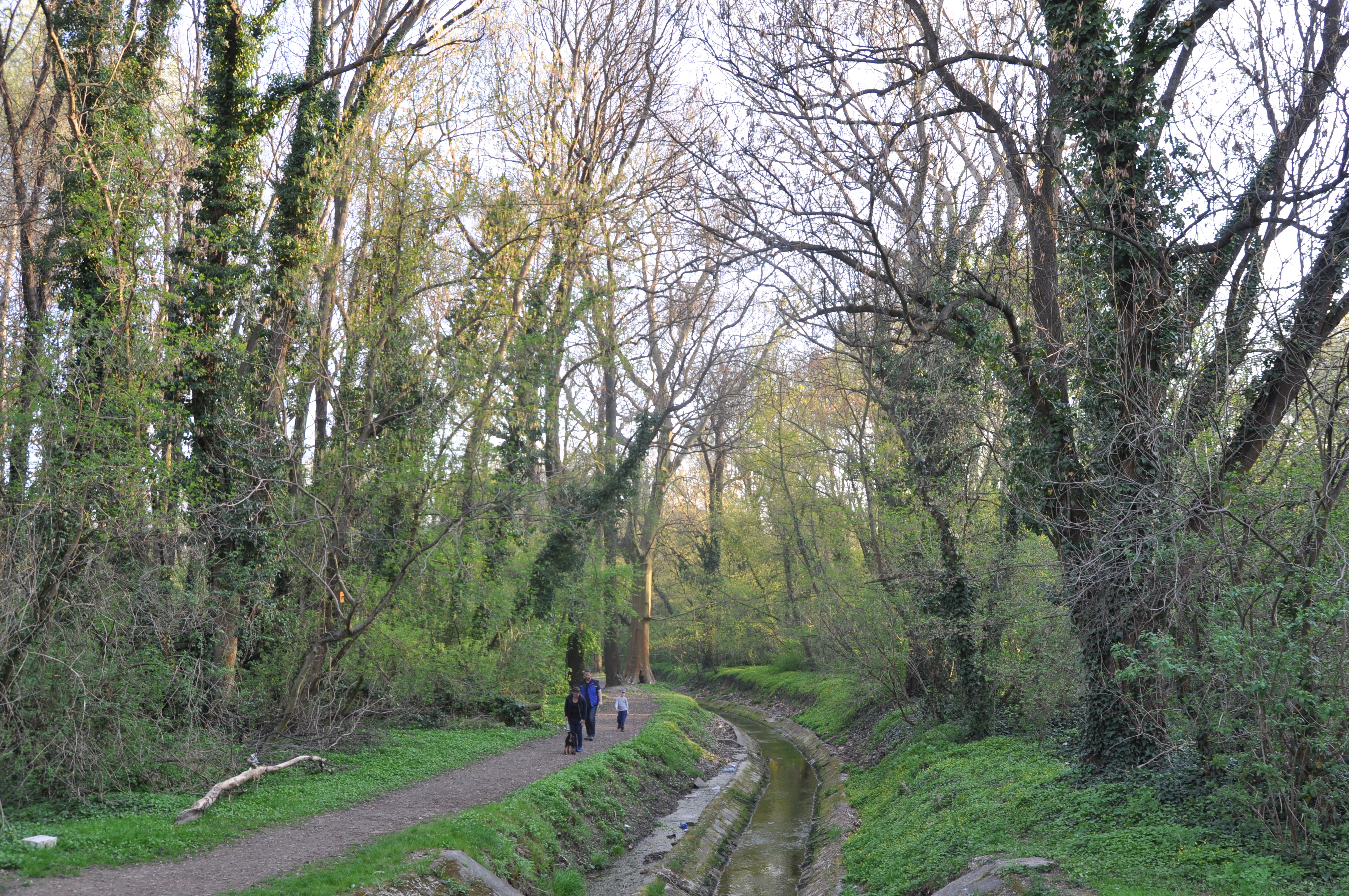
Rákos-patak a gödöllői Alsóparkban
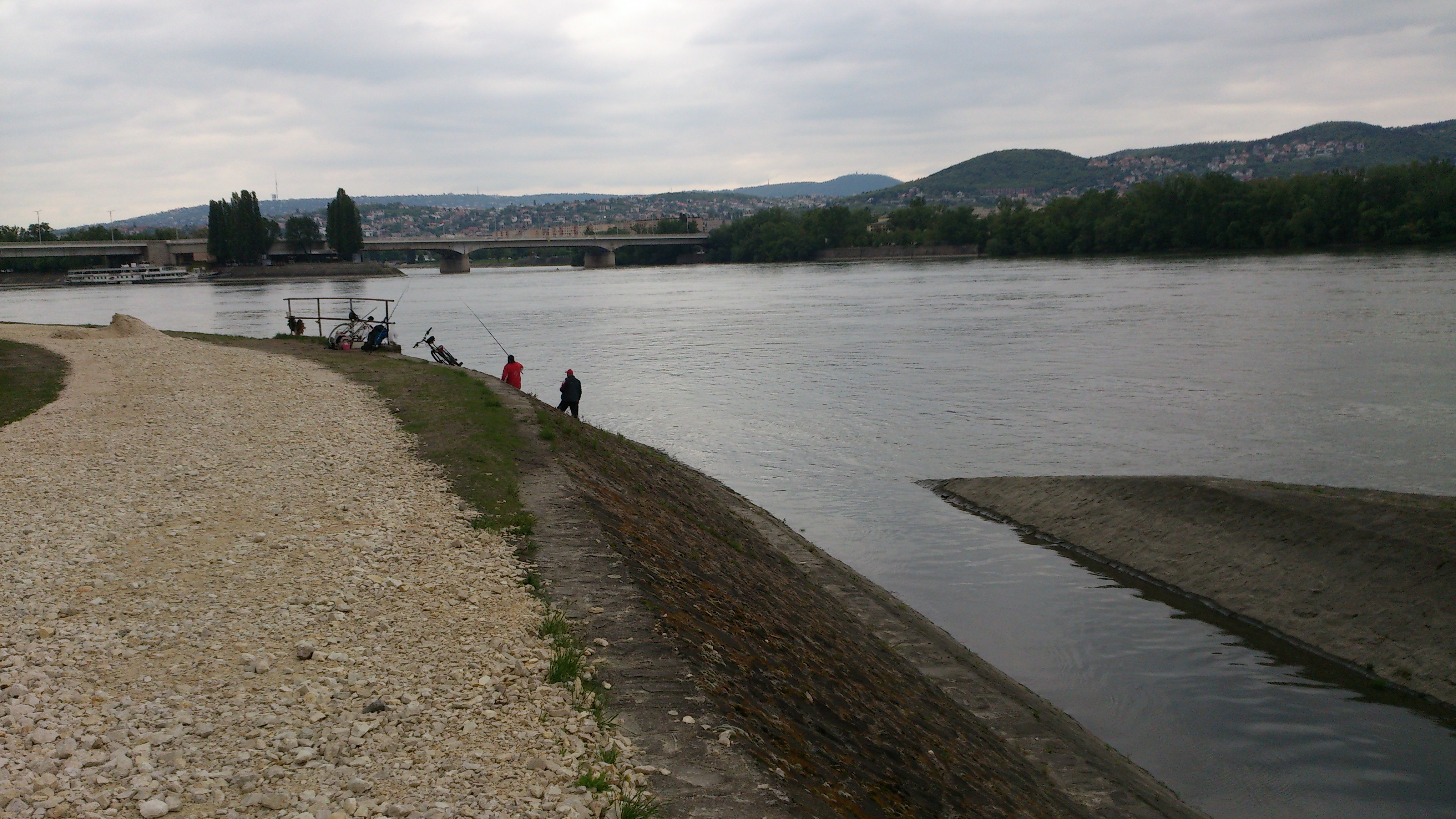
A patak torkolata
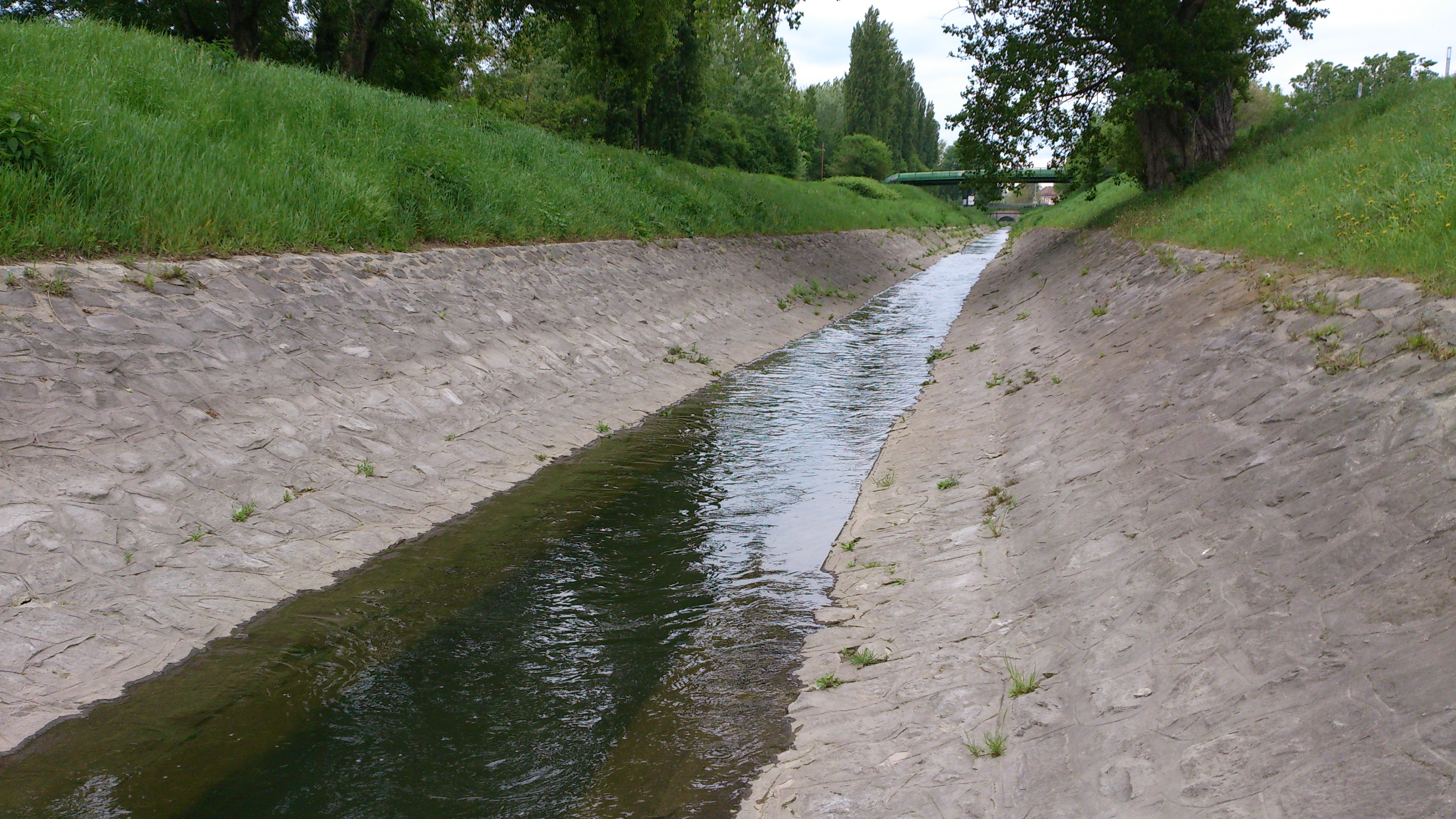
Részlet a burkolt szakaszból
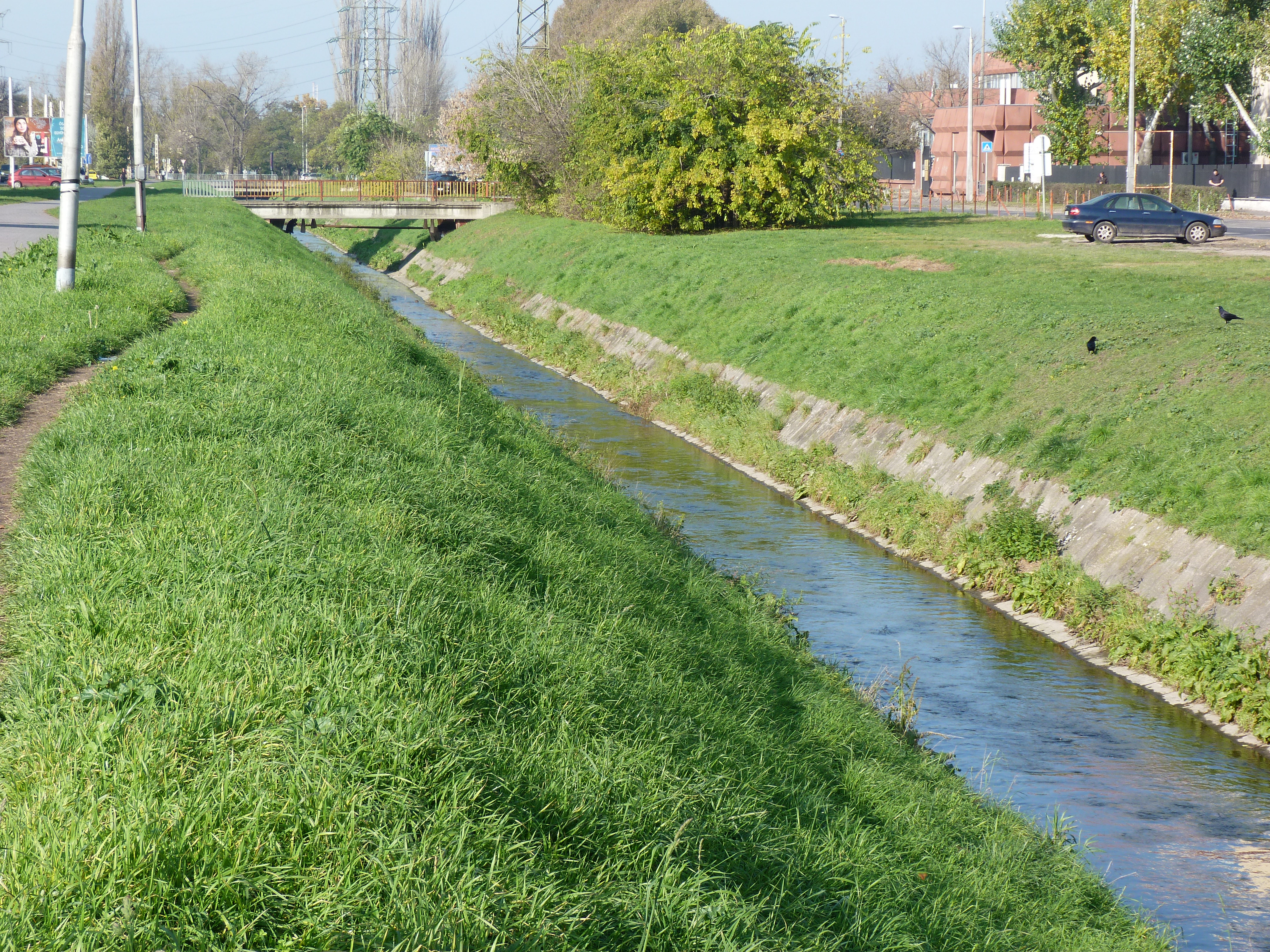
Patakrészlet
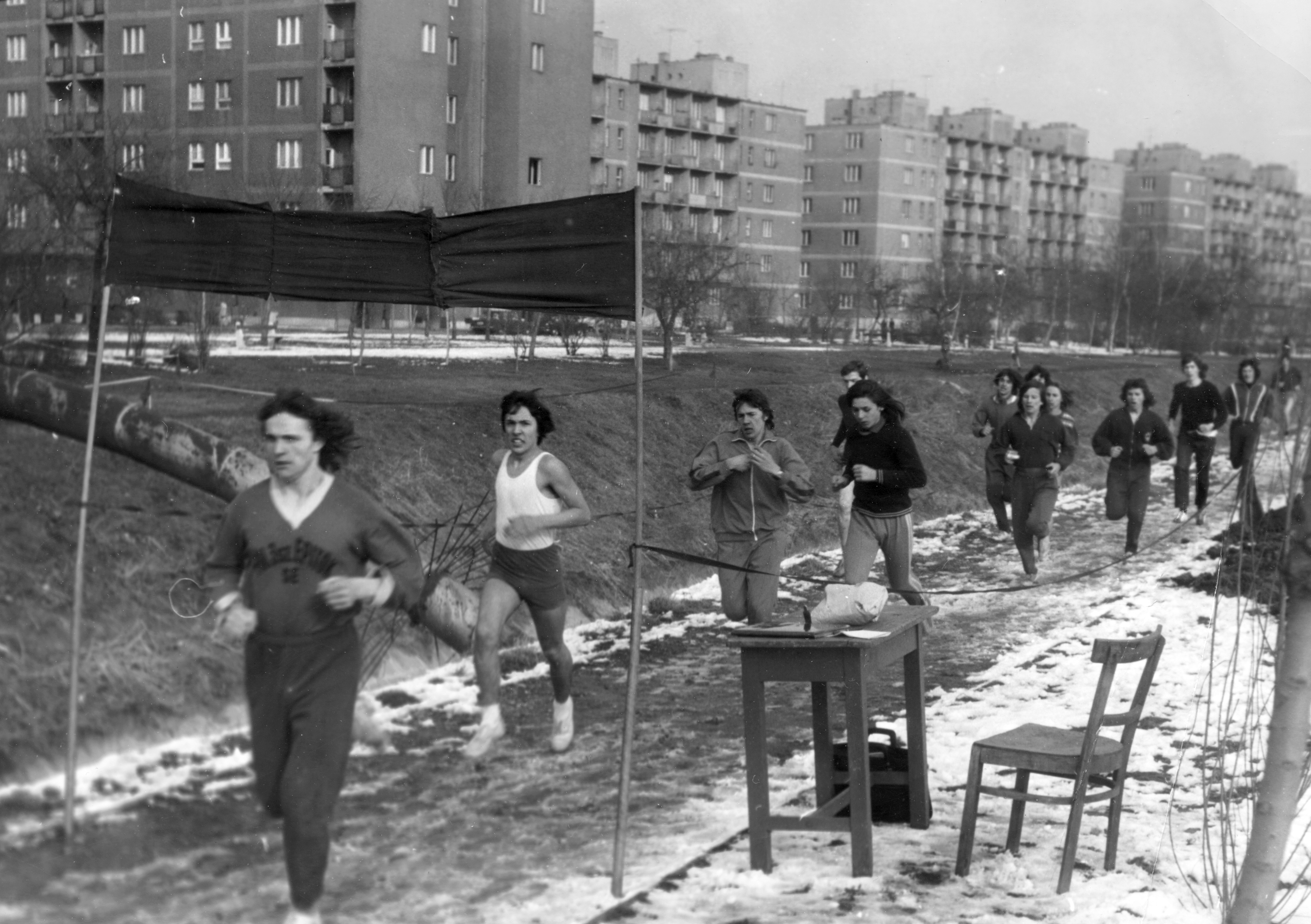
A Fiastyúk (Thälmann) utcai lakótelep, Tahi utca.